# Bailando con las estrellas

Países con versiones de Strictly Come Dancing

Bailando con las estrellas (inglés: Dancing with the Stars) es el nombre dado a una serie de programas de televisión internacionales basados en el formato del programa de televisión inglés Strictly Come Dancing.
Australia fue la primera en adaptar el formato del show de la BBC, que es ahora un formato muy difundido en el mundo.
El programa es un concurso de famosos, en el que participan parejas de celebridades con bailarines de salón profesionales, quienes compiten cada semana por realizar determinados bailes, los que son calificados por un panel de jueces. Los espectadores tienen un cierto período para votar por sus concursantes favoritos, vía teléfono o (en algunos de los shows) por internet. La pareja con la puntuación combinada más baja (de los jueces más el público) es eliminada y no participa en la próxima semana. Este proceso continúa hasta que queda una sola pareja, que es declarada campeona. Este formato de show se ha hecho muy popular internacionalmente.

## Tipos de formatos

### Strictly Come Dancing/Bailando con las estrellas
Consiste en una competición por parejas, una de ellas será un personaje famoso y el otro será un bailarín profesional. Las parejas cada semana compiten entre sí, mediante concursos de baile de varios estilos, siempre entrenados por profesores de baile. El premio que obtiene el ganador es entregado a organizaciones benéficas.
A partir de Strictly Come Dancing se creó una franquicia lo que da lugar a secuelas del mismo:
- Strictly Ice Dancing: En lugar de una pista de baile, se modifica por una pista de hielo.

### Bailando por un sueño
Televisa compró los derechos del concepto original (Dancing with the Stars) y lo modificó para darle otro aire al concurso. En Bailando por un Sueño, las parejas estarán formadas por un "Soñador" (persona anónima) y un "Héroe" (un famoso), los cuales participan con las reglas originales, cuyo objetivo final es realizar el "sueño" (o causa conjunta de índole personal o humanitaria) del soñador.
A partir de Bailando por un sueño se creó una franquicia lo que da lugar a secuelas del mismo:
- Cantando por un sueño: Mismas reglas que en Bailando por un sueño, excepto que en lugar de bailar se canta.
- Bailando por la boda de mis sueños: El premio del programa es pagar y organizar la boda de los dos "soñadores" (las parejas que se planean casar).
- Patinando por un sueño: En lugar de una pista de baile, se modifica por una pista de hielo.
- El Show de los sueños: Se fusiona los formatos Bailando por un sueño y Cantando por un sueño. Se compite en equipos, cada equipo lo formarán dos "soñadores" y un "héroe".
- Reyes de la pista/Reyes de la canción: Los mejores concursantes de Bailando por un sueño o Cantando por un sueño.
- El gran show: Es exactamente lo mismo que Bailando por un sueño, solo que en este formato cada "soñador" representa a una región del país (todas las regiones deben estar representadas).
- El musical de tus sueños: Participan 5 bailarines junto a 1 famoso; dicho grupo de 6 personas es dirigido por un coreógrafo. Cada semana se hacen comedias musicales, donde cantan, bailan, y actúan.
- ¡Mira quién baila! / ¡Más que baile! / Bailando con las estrellas: adaptación del programa original británico para España.
- Mira quién baila (Univisión): es un reality show transmitido por Univisión en los Estados Unidos. El show es la versión latinoamericana de Dancing with the Stars, y a su vez, es una adaptación del formato español ¡Mira quién baila!.

## Bailando con las estrellasen el mundo
- Última actualización: 16 de febrero de 2025.

| País                                  | Nombre local | Canal de TV                                                  | Ganadores | Presentadores |
| ------------------------------------- | --- | ------------------------------------------------------------ | --- | --- |
| Albania                               | Dancing with the Stars Web Oficial (No Activa)                                                                                              | Vizion Plus (1.ª-7.ª) Top Channel (8.ª-9.ª)                  | 1.ª Edición, 2010: Oni Pustina 2.ª Edición, 2011: Enver Petrovci 3.ª Edición, 2012: Elvana Gjata 4.ª Edición, 2013-2014: Lori Hoxha 5.ª Edición, 2014-2015: Altuna Sejdiu 6.ª Edición, 2015: Dorina Mema 7.ª Edición, 2018: Soni Malaj 8.ª Edición, 2022-2023: Sara Hoxha 9.ª Edición, 2023: Enxhi Nasufi | Alketa Vejsiu (1.ª) Genti Zotaj (1.ª) Ermal Mamaqi (2.ª-3.ª) Amarda Toska (2.ª-3.ª, 5.ª) Amarda Toska (2.ª-3.ª, 5.ª) Drini Zeqo (5.ª) Almeda Abazi (7.ª) Bora Zemani (8.ª-9.ª) Eno Popi (8.ª-9.ª)                                                                                            |
| Alemania                              | Let's Dance Web Oficial | RTL Television                                               | 1.ª Edición, 2006: Wayne Carpendale 2.ª Edición, 2007: Susan Sideropoulos 3.ª Edición, 2010: Sophia Thomalla 4.ª Edición, 2011: Maite Kelly 5.ª Edición, 2012: Magdalena Brzeska 6.ª Edición, 2013: Manuel Cortez 7.ª Edición, 2014: Alexander Klaws 8.ª Edición, 2015: Hans Sarpei 9.ª Edición, 2016: Victoria Swarovski 10.ª Edición, 2017: Gil Ofarim 11.ª Edición, 2018: Ingolf Lück 12.ª Edición, 2019: Pascal Hens 13.ª Edición, 2020: Lili Paul-Roncalli 14.ª Edición, 2021: Rúrik Gíslason 15.ª Edición, 2022: René Casselly 16.ª Edición, 2023: Anna Ermakova 17.ª Edición, 2024: Gabriel Kelly 18.ª Edición, 2025: Diego Pooth | Hape Kerkeling (1.ª-2.ª) Nazan Eckes (1.ª-3.ª) Daniel Hartwich (3.ª-18.ª) Sylvie Meis (4.ª-10.ª) Victoria Swarovski (11.ª-18.ª) |
| Alemania                              | Let's Dance: Weihnachts-Special (Especial de Navidad)                                                                                       | RTL Television                                               | 1.ª Edición, 2013: Magdalena Brzeska 2.ª Edición, 2022: Rúrik Gíslason 3.ª Edición, 2023: Anna Ermakova 4.ª Edición, 2024: René Casselly | Sylvie Meis (1.ª) Daniel Hartwich (1.ª-4.ª) Victoria Swarovski (2.ª-4.ª) |
| Alemania                              | Let's Dance Kids (Formato con Niños) | RTL Television                                               | 1.ª Edición, 2021: Jona Szewczenko | Daniel Hartwich (1.ª) Victoria Swarovski (1.ª) |
| Argentina                             | Bailando por un Sueño Web Oficial | eltrece (1.ª-14.ª) América (15.ª-)                           | 1.ª Edición, 2006: Carmen Barbieri 2.ª Edición, 2006: Florencia De La V 3.ª Edición, 2006: Carla Conte 4.ª Edición, 2007: Celina Rucci 5.ª Edición, 2008: Pampita 6.ª Edición, 2010: Fabio "La Mole" Moli 7.ª Edición, 2011: Hernán Piquín & Noelia Pompa 8.ª Edición, 2012: Hernán Piquín & Noelia Pompa 9.ª Edición, 2014: Anita Martínez & Bicho Gómez 10.ª Edición, 2015: Federico Bal & Laurita Fernández 11.ª Edición, 2016: Pedro Alfonso & Florencia Vigna 12.ª Edición, 2017: Florencia Vigna 13.ª Edición, 2018: Julián Serrano & Sofía Morandi 14.ª Edición, 2019: Nicolás Occhiato 15.ª Edición, 2023-2024: Fiorella Acosta, "Tuli" | Marcelo Tinelli (1.ª-15.ª) |
| Argentina                             | Cantando por un Sueño Web oficial | eltrece (1.ª-5.ª) América (6.ª-)                             | 1.ª Edición, 2006: Iliana Calabró 2.ª Edición, 2007: Miguel Fernández, “Titi” 3.ª Edición, 2011: Patricio Giménez 4.ª Edición, 2012: Fabio "La Mole" Moli 5.ª Edición, 2020-2021: Agustín Sierra 6.ª Edición, 2024-2025: Pepe Ochoa | Marcelo Tinelli (1.ª-2.ª) Denise Dumas (3.ª) José María Listorti (3.ª-4.ª) Angel de Brito (5.ª) Laurita Fernández (5.ª) Florencia Peña (6.ª) |
| Argentina                             | Patinando por un Sueño Web oficial | eltrece                                                      | 1.ª Edición, 2007: Ximena Capristo 2.ª Edición, 2008: Leonardo Tusam | Marcelo Tinelli (1.ª-2.ª) |
| Argentina                             | Bailando por un sueño Kids | eltrece                                                      | 1.ª Edición, 2009: Pedro Maurizi y Candela Rodríguez | Marcelo Tinelli (1.ª) José María Listorti (1.ª) |
| Argentina                             | El Musical de tus Sueños | eltrece                                                      | 1.ª Edición, 2009: Silvina Escudero | Marcelo Tinelli (1.ª) |
| Argentina                             | Showmatch, la academia | eltrece                                                      | 1.ª Edición, 2021: Noelia Marzol | Marcelo Tinelli (1.ª) |
| Armenia                               | Գլխավոր Web Oficial | Shant TV                                                     | 1.ª Edición, 2011: Emma Manukyan 2.ª Edición, 2011-2012: Janna Hovakimyan 3.ª Edición, 2013: Sandukht Matevosyan 4.ª Edición, 2014: Gevorg Harutyunyan 5.ª Edición, 2014-2015: Luiza Sadyan | |
| Australia                             | Dancing with the Stars Web Oficial en Seven (No Activa) Web Oficial en Ten                                                                  | Seven Network (1.ª-15.ª, 18.ª-20.ª) Network Ten (16.ª-17.ª)  | 1.ª Edición, 2004: Bec Hewitt 2.ª Edición, 2005: Tom Williams 3.ª Edición, 2005: Ada Nicodemou 4.ª Edición, 2006: Grant Denyer 5.ª Edición, 2006: Anthony Koutoufides 6.ª Edición, 2007: Kate Ceberano 7.ª Edición, 2007: Bridie Carter 8.ª Edición, 2008: Luke Jacobz 9.ª Edición, 2009: Adam Brand 10.ª Edición, 2010: Rob Palmer 11.ª Edición, 2011: Manu Feildel 12.ª Edición, 2012: Johnny Ruffo 13.ª Edición, 2013: Paul Cosentino 14.ª Edición, 2014: David Rodan 15.ª Edición, 2015: Emma Freedman 16.ª Edición, 2019: Samuel Johnson 17.ª Edición, 2020: Celia Pacquola 18.ª Edición (All-Stars), 2021: Luke Jacobz 19.ª Edición, 2022: Grant Denyer 20.ª Edición, 2023: Phil Burton 21.ª Edición, 2024: Lisa McCune 22.ª Edición, 2025: En emisión | Daryl Somers (1.ª-7.ª, 18.ª-20.ª) Sonia Kruger (1.ª-11.ª, 18.ª-22.ª) Daniel MacPherson (8.ª-14.ª) Melanie Brown (12.ª) Edwina Bartholomew (13.ª-15.ª) Shane Bourne (15.ª) Grant Denyer (16.ª-17.ª) Amanda Keller (16.ª-17.ª)                                                                 |
| Australia                             | Dancing with the Stars: Champion of Champions                                                                                               | Seven Network                                                | 1.ª Edición, 2005: Ada Nicodemou | Daryl Somers (1.ª) Sonia Kruger (1.ª) |
| Austria                               | Dancing Stars Web Oficial | ORF Eins                                                     | 1.ª Edición, 2005: Marika Lichter 2.ª Edición, 2006: Manuel Ortega 3.ª Edición, 2007: Klaus Eberhartinger 4.ª Edición, 2008: Dorian Steidl 5.ª Edición, 2009: Claudia Reiterer 6.ª Edición, 2011: Astrid Wirtenberger 7.ª Edición, 2012: Petra Frey 8.ª Edición, 2013: Rainer Schönfelder 9.ª Edición, 2014: Roxanne Rapp 10.ª Edición, 2016: Verena Scheitz 11.ª Edición, 2017: Martin Ferdiny 12.ª Edición, 2019: Elisabeth Görgl 13.ª Edición, 2020: Michaela Kirchgasser 14.ª Edición, 2021: Caroline Athanasiadis 15.ª Edición, 2023: Missy May 16.ª Edición, 2025: Confirmada | Alfons Haider (1.ª-3.ª, 5.ª) Mirjam Weichselbraun (1.ª-12.ª, 14.ª-16.ª) Kristina Inhof (13.ª) Klaus Eberhartinger (4.ª-13.ª) Norbert Oberhauser (14.ª-15.ª) Andi Knoll (15.ª) |
| Austria                               | Dancing Stars Best of... | ORF Eins                                                     | 1.ª Edición, 2007: Nicole Kuntner | Alfons Haider (1.ª) Mirjam Weichselbraun (1.ª) |
| Bélgica                               | Sterren op de Dansvloer Web Oficial (No Activa)                                                                                             | VTM                                                          | 1.ª Edición, 2006: Dina Tersago 2.ª Edición, 2007: Pieter Loridon 3.ª Edición, 2008: Anthony Arandia 4.ª Edición, 2010: Louis Talpe 5.ª Edición, 2012: Kevin van der Perren | Francesca Vanthielen (1.ª-5.ª) Jacques Vermeire (1.ª-4.ª) Kürt Rogiers (5.ª) |
| Bélgica                               | Let's Dance Web Oficial (No Activa) | VT4                                                          | 1.ª Edición, 2006: Véronique de Kock | |
| Bélgica                               | Dancing with the Stars Web Oficial | VIER                                                         | 1.ª Edición, 2018: James Cooke 2.ª Edición, 2019: Julie Vermeire 3.ª Edición, 2021: Nina Derwael | Gert Verhulst (1.ª-3.ª) Jani Kazaltzis (1.ª) Katrin Kerkhofs (2.ª-3.ª) |
| Birmania                              | Dancing with the Stars Myanmar | MRTV-4                                                       | 1.ª Edición, 2019-2020: Nant Chit Nadi Zaw | Kaung Htet Zaw (1.ª) |
| Bolivia                               | Baile de Estrellas | Red UNO                                                      | 1.ª Edición, 2010: Guisela Santa Cruz | Javier Encinas (1.ª) |
| Bolivia                               | Bailando por un Sueño Web oficial | Red UNO                                                      | 1.ª Edición, 2015: José Luis Galarza 2.ª Edición, 2015: Romina Mazó 3.ª Edición, 2016: Bismar Balladares 4.ª Edición, 2017: Marina Palomino 5.ª Edición, 2017: Marcelo Guachalla | Carlos Rocabado (1.ª-5.ª) Laura La Faye (1.ª-3.ª) Ximena Zalzer (4.ª-5.ª) |
| Brasil                                | Dança dos Famosos (Formato Strictly Come Dancing) Web Oficial                                                                               | Rede Globo                                                   | 1.ª Edición, 2005: Karina Bacchi 2.ª Edición, 2006: Juliana Didone 3.ª Edición, 2006: Robson Caetano 4.ª Edición, 2007: Rodrigo Hilbert 5.ª Edición, 2008: Christiane Torloni 6.ª Edición, 2009: Paola Oliveira 7.ª Edición, 2010: Fernanda Souza 8.ª Edición, 2011: Miguel Roncato 9.ª Edición, 2012: Rodrigo Simas 10.ª Edición, 2013: Carol Castro 11.ª Edición, 2014: Marcello Melo Jr. 12.ª Edición, 2015: Viviane Araújo 13.ª Edición, 2016: Felipe Simas 14.ª Edición, 2017: Maria Joana Chiappetta 15.ª Edición, 2018: Léo Jaime 16.ª Edición, 2019: Kaysar Dadour 17.ª Edición, 2020: Lucy Ramos 18.ª Edición (All-Stars), 2021: Paola Oliveira 19.ª Edición, 2022: Vitória Strada 20.ª Edición, 2023: Priscila Fantin 21.ª Edición, 2024: Tati Machado | Fausto Silva (1.ª-18.ª) Thiago Lefert (18.ª) Luciano Huck (19.ª-20.ª) |
| Brasil                                | Dança no Gelo Web Oficial (No Activa) | Rede Globo                                                   | 1.ª Edición, 2006: Murilo Rosa 2.ª Edición, 2006: Iran Malfitano 3.ª Edición, 2007: Leandro Finato | Fausto Silva (1.ª-3.ª) |
| Brasil                                | Dança das Crianças (1.ª-4.ª) Dancinha dos Famosos (5.ª) (Formato infantil) Web oficial                                                      | Rede Globo                                                   | 1.ª Edición, 2007: João Vitor Silva 2.ª Edición, 2008: Eduardo Melo 3.ª Edición, 2009: Nauhana Costa 4.ª Edición, 2015: Mel Maia 5.ª Edición, 2017: Xande Valois | Fausto Silva (1.ª-5.ª) |
| Brasil                                | Bailando por um Sonho (Formato Bailando por un Sueño) Web oficial (no activa)                                                               | SBT                                                          | 1.ª Edición, 2006: Patrícia Salvador | Silvio Santos (1.ª) |
| Brasil                                | Dancing Brasil (Formato Dancing with the Stars) Web oficial                                                                                 | Rede Record                                                  | 1.ª Edición, 2017: Maytê Piragibe 2.ª Edición, 2017: Yudi Tamashiro 3.ª Edición, 2018: Geovanna Tominaga 4.ª Edición, 2018: Pérola Faria 5.ª Edición, 2019: Vinícius Cardoso, "D'Black" | Xuxa Meneghel (1.ª-5.ª) |
| Bulgaria                              | Dancing Stars (Formato Bailando con las Estrellas) Web Oficial                                                                              | bTV (1.ª-2.ª, 5.ª) Nova Television (3.ª-4.ª)                 | 1.ª Edición, 2008: Orlin Pavlov 2.ª Edición, 2009: Bianka Panova 3.ª Edición, 2013: Angel Kovachev 4.ª Edición, 2014: Albena Denkova 5.ª Edición, 2024: Nedelya Shtonova | Radost Draganova (1.ª) Todor Kolev (1.ª) Elena Petrova (2.ª) Dimiter Pavlov (2.ª) Aleksandra Sarchadjieva (3.ª-4.ª) Krasimir Rankov (3.ª) Nikol Stankulova (3.ª) Kalin Sarmenov (4.ª) Magi Jelyaskova (4.ª) Aleksandra Raeva (5.ª) Krasimir Radkov (5.ª)                                     |
| Bulgaria                              | VIP Dance Web Oficial (no activa) | Nova Television                                              | 1.ª Edición, 2009: Raina Kirilova & Fahradin Fahradinov | Andrei Arnaudov (1.ª) Ivan Hristov (1.ª) |
| Bulgaria                              | Bailando – Cцена на Mечтите (Formato Bailando por un Sueño) Web Oficial (no activa)                                                         | Nova Television                                              | 1.ª Edición, 2010: Krasimir Karakachanov | Stefania Koleva (1.ª) Georgi Mamalev (1.ª) |
| Canadá (en Francés) Quebec            | Le Match des Étoiles Web oficial (no activa)                                                                                                | Radio-Canada TV                                              | 1.ª Edición, 2005: Chantal Lamarre 2.ª Edición, 2006: Josée Lavigueur 3.ª Edición, 2007-2008: Michael Seater 4.ª Edición, 2008-2009: Jean Luc Bilodeau | Normand Brathwaite (1.ª-4.ª) |
| Canadá (en Francés) Quebec            | L'Heure de Gloire Web Oficial (No Activa)                                                                                                   | Radio-Canada TV                                              | 1.ª Edición, 2007-2008: Desconocido | Normand Brathwaite (1.ª) |
| Centroamérica                         | Bailando por un Sueño: Centroamérica | Teletica Telecorporación Salvadoreña Televicentro            | 1.ª Edición, 2011: Nancy Dobles | Edgar Silva Luciana Sandoval Salvador Nasralla |
| Chile                                 | El Baile en TVN Web Oficial (No Activa) | TVN                                                          | 1.ª Edición, 2006: Juvenal Olmos 2.ª Edición, 2007: Cristián Arriagada 3.ª Edición, 2007: Francisco Reyes 4.ª Edición, 2008: Fernando Godoy | Rafael Araneda (1.ª-4.ª) Karen Doggenweiler (1.ª-4.ª) |
| Chile                                 | El Baile en TVN: Grandes Finalistas | TVN                                                          | 1.ª Edición, 2008: Sigrid Alegría | Rafael Araneda (1.ª) Karen Doggenweiler (1.ª) |
| Chile                                 | Estrellas en el Hielo: El Baile | TVN                                                          | 1.ª Edición, 2008: Álvaro Espinoza 2.ª Edición, 2008: Guido Vecchiola | Rafael Araneda (1.ª-2.ª) Karen Doggenweiler (1.ª-2.ª) |
| Chile                                 | Cantando por un Sueño | Canal 13                                                     | 1.ª Edición, 2007: Cathy Barriga | Vivi Kreutzberger (1.ª) |
| Chile                                 | Bailando por un Sueño | Canal 13                                                     | 1.ª Edición, 2020: Suspendido por COVID-19 | Martín Cárcamo (1.ª) |
| China                                 | 舞动奇迹 Strictly Come Dancing China Web Oficial (No Activa)                                                                                | Hunan TV                                                     | 1.ª Edición, 2007: Michael Tse 2.ª Edición, 2008: Grace Wong & Yu Haoming 3.ª Edición, 2011: Jin Cheng | Yang Lele (3.ª) He Jiong (3.ª) |
| China                                 | 與星共舞 Dancing with the Stars | Dragon TV                                                    | 1.ª Edición, 2004: Desconocido | |
| Colombia                              | Bailando por un Sueño Web oficial (no activa)                                                                                               | RCN                                                          | 1.ª Edición, 2006: María Cecilia Sánchez 2.ª Edición, 2006: Carolina Cruz 3.ª Edición, 2006: Valentina Rendón | Paola Turbay (1.ª-2.ª 3.ª) Julian Roman (1.ª-2.ª 3.ª) |
| Colombia                              | Bailando con las Estrellas Web Oficial (no activa)                                                                                          | RCN                                                          | 1.ª Edición, 2016: Debi Nova | Taliana Vargas (1.ª) Patrick Delmas (1.ª) |
| Corea del Sur                         | 댄싱 위드 더 스타 Web oficial | MBC TV                                                       | 1.ª Edición, 2011: Moon Hee-joon 2.ª Edición, 2012: Choi Yeo Jin 3.ª Edición, 2013: Wang Fei Fei | Lee Deok-hwa (1.ª-3.ª) Lee So-ra (1.ª) Kim Gyu-ri (2.ª-3.ª) |
| Costa Rica                            | Bailando por un Sueño Web Oficial (no activa)                                                                                               | Teletica                                                     | 1.ª Edición, 2007: Mauricio Hoffman 2.ª Edición, 2008: Viviana Calderón 3.ª Edición, 2010: Nancy Dobles | Edgar Silva (1.ª-3.ª) |
| Costa Rica                            | Cantando por un Sueño Web Oficial (no activa)                                                                                               | Teletica                                                     | 1.ª Edición, 2008: Pamela Alfaro | Edgar Silva (1.ª) |
| Costa Rica                            | Dancing with the Stars: Costa Rica Web Oficial (No Activa)                                                                                  | Teletica                                                     | 1.ª Edición, 2014: Alex Costa 2.ª Edición, 2015: Renzo Rímolo 3.ª Edición, 2016: Daniel Vargas 4.ª Edición, 2017: Víctor Carvajal 5.ª Edición, 2018: Johanna Solano 6.ª Edición, 2019: Sofía Chaverri 7.ª Edición, 2022: Lorna Cepeda | Randall Vargas (1.ª-7.ª) Shirley Álvarez (1.ª-7.ª) |
| Costa Rica Panamá                     | Bailando por un Sueño: El Reto | Teletica Telemetro Canal 13                                  | 1.ª Edición, 2008: Viviana Calderón | Edgar Silva (1.ª) Karen Chalmers (1.ª) |
| Croacia                               | Ples sa Zvijezdama Web Oficial en HRT (no activa) Web Oficial en Nova (No Activa)                                                           | HRT 1 (1.ª-8.ª) Nova TV (9.ª-11.ª)                           | 1.ª Edición, 2006: Zrinka Cvitešić 2.ª Edición, 2007: Luka Nižetić 3.ª Edición, 2008: Mario Valentić 4.ª Edición, 2009: Franka Batelić 5.ª Edición, 2010: Nera Stipičević 6.ª Edición, 2011: Marko Tolja 7.ª Edición, 2012: Barbara Radulović 8.ª Edición, 2013: Mislav Čavajda 9.ª Edición, 2019: Slavko Sobin 10.ª Edición, 2022: Pedro Soltz 11.ª Edición, 2023: Marco Cuccurin | Duško Čurlić (1.ª-8.ª) Barbara Kolar (1.ª-8.ª) Janko Popović-Volarić (9.ª) Mia Kovačić (9.ª) Maja Šuput (10.ª) Igor Mešin (10.ª-11.ª) Tamara Loos (11.ª) |
| Croacia                               | Ples sa Zvijezdama: Božićni Specijal (Especial de Navidad)                                                                                  | HRT 1                                                        | 1.ª Edición, 2007: Zrinka Cvitešić | Duško Čurlić (1.ª) Barbara Kolar (1.ª) |
| Croacia                               | Ples sa Zvijezdama: Novogodišnji Specijal (Especial Año Nuevo)                                                                              | HRT 1                                                        | 1.ª Edición, 2011: Daniela Trbović | Duško Čurlić (1.ª) Barbara Kolar (1.ª) |
| Dinamarca                             | Vild med Dans Web Oficial | TV 2                                                         | 1.ª Edición, 2005: Mia Lyhne 2.ª Edición, 2005: David Owe 3.ª Edición, 2006: Christina Roslyng 4.ª Edición, 2007: Robert Hansen 5.ª Edición, 2008: Joachim B. Olsen 6.ª Edición, 2009: Casper Elgaard 7.ª Edición, 2010: Cecilie Hother 8.ª Edición, 2011: Sophie Fjellvang-Sølling 9.ª Edición, 2012: Joakim Ingversen 10.ª Edición, 2013: Mie Skov 11.ª Edición, 2014: Sara Maria Franch-Mærkedahl 12.ª Edición, 2015: Ena Spottag 13.ª Edición, 2016: Sarah Mahfoud 14.ª Edición, 2017: Sofie Lassen-Kahlke 15.ª Edición, 2018: Simon Stenspil 16.ª Edición, 2019: Jakob Fauerby 17.ª Edición, 2020: Merete Mærkedahl 18.ª Edición, 2021: Jimilian Ismaili 19.ª Edición, 2022: Caspar Phillipson 20.ª Edición, 2023: Kasper Fisker 21.ª Edición, 2024: Anna Munch | Andrea Elisabeth Rudolph (1.ª-2.ª, 4.ª-6.ª) Peter Hansen (1.ª-2.ª) Claus Elming (3.ª-13.ª) Christine Lorentzen (3.ª) Christiane Schaumburg-Müller (7.ª-9.ª, 15.ª-18.ª) Sarah Grünewald (10.ª-20.ª) Martin Johannes Larsen (19.ª-21.ª) Cilia Trappaud (21.ª)                                  |
| Dinamarca                             | Vild med Dans: Julegalla (Especial de Navidad)                                                                                              | TV 2                                                         | 1.ª Edición, 2007: Simon Matthew | Andrea Elisabeth Rudolph (1.ª) Claus Elming (1.ª) |
| Ecuador                               | Bailando por un Sueño Web oficial (no activa)                                                                                               | Gama TV                                                      | 1.ª Edición, 2006: Sofía Caiche 2.ª Edición, 2007: Junior Monteiro 3.ª Edición, 2008: Juancho López 4.ª Edición, 2009: Paloma Fiuza | Yuli Maiocchi (1.ª-4.ª) |
| Ecuador                               | Cantando por un Sueño Web Oficial (No Activa)                                                                                               | Gama TV                                                      | 1.ª Edición, 2007: Anita Santiesteban | Yuli Maiocchi (1.ª) |
| Ecuador                               | Bailando por la Boda de mis Sueños | Gama TV                                                      | 1.ª Edición, 2008: Paloma Fiuza | Yuli Maiocchi (1.ª) |
| Ecuador                               | El Show de los Sueños | Gama TV                                                      | 1.ª Edición, 2009: Karla Kanora | Yuli Maiocchi (1.ª) |
| Ecuador                               | Soy el mejor (1.ª-2.ª, 4.ª-5.ª: Famosos) (3.ª: Anónimos & Famosos) Web oficial                                                              | TC Televisión                                                | 1.ª Edición, 2021: Denisse Ángulo 2.ª Edición, 2022: Kimberly Cedeño 3.ª Edición, 2023: Juan del Valle 4.ª Edición, 2024: Antonella Moscoso 5.ª Edición, 2025: En emisión | Ronald Farina (1.ª-3.ª) Carolina Jaume (1.ª-2.ª) Denisse Angulo (2.ª-) Jorge Heredia (3.ª-) |
| El Salvador                           | Bailando por un Sueño Web oficial (no activa)                                                                                               | Telecorporación Salvadoreña                                  | 1.ª Edición, 2008: Karen Solis 2.ª Edición, 2009: Álex Erazo 3.ª Edición, 2010: Kahory Trujillo | Luciana Sandoval (1.ª-3.ª) |
| El Salvador                           | Cantando por un Sueño Web oficial (no activa)                                                                                               | Telecorporación Salvadoreña                                  | 1.ª Edición, 2008: Daniela Hernández 2.ª Edición, 2010: Kennya Padrón | Luciana Sandoval (1.ª-2.ª) |
| Eslovaquia                            | Let's Dance - Tanečný pre Dream (Formato Bailando por un Sueño) Web oficial                                                                 | TV Markíza                                                   | 1.ª Edición, 2006: Zuzana Fialová 2.ª Edición, 2008: Michaela Čobejová 3.ª Edición, 2009: Juraj Mokrý 4.ª Edición, 2010: Nela Pocisková 5.ª Edición, 2011: Janka Hospodárová 6.ª Edición, 2017: Vladimír Kobielsky 7.ª Edición, 2022: Ján Koleník 8.ª Edición, 2023: Jana Kovalčiková 9.ª Edición, 2024: Jakub Jablonský 10.ª Edición, 2025: Kristián Baran | Adela Vinczeová (1.ª-2.ª, 4.ª-6.ª) Martin Rausch (1.ª-4.ª, 6.ª) Zuzana Fialová (3.ª) Libor Bouček (5.ª) Viktor Vincze (7.ª-9.ª) Martina Zábranská (7.ª) Lucia Hlaváčková (8.ª) Jana Kovalčíková (10.ª) Anna Jakab Rakovská (10.ª)                                                            |
| Eslovaquia                            | Bailando: Vytancuj si Svoj Sen! (Formato Bailando por un Sueño)                                                                             | Markíza TV                                                   | 1.ª Edición, 2007: Viktória Ráková | Vilo Rozboril (1.ª) |
| Eslovenia                             | Zvezde Plešejo Web oficial | RTV Slovenija (1.ª-6.ª) Pop (7.ª-10.ª)                       | 1.ª Edición, 2006: Peter Poles 2.ª Edición, 2006: Marko Vozelj 3.ª Edición, 2007: Tanja Žagar 4.ª Edición, 2007: Dejan Pevčevič 5.ª Edición, 2010: Alenka Tetičkovič 6.ª Edición, 2010: Tomaž Mihelič 7.ª Edición, 2017: Dejan Vunjak 8.ª Edición, 2018: Natalija Gros 9.ª Edición, 2019: Tanja Žagar 10.ª Edición, 2020: Suspendida por COVID-19 | Mario Galunič (1.ª-6.ª) Peter Poles (7.ª-10.ª) Peter Poles (7.ª-10.ª) Tara Zupančič (7.ª-10.ª) |
| España                                | ¡Mira quién baila! Web oficial (no activa)                                                                                                  | La 1                                                         | 1.ª Edición, 2005: Claudia Molina 2.ª Edición, 2005: David Civera 3.ª Edición, 2006: Rosa López 4.ª Edición, 2006: Estela Giménez 5.ª Edición, 2007: Manuel Sarriá 6.ª Edición, 2007: Nani Gaitán 7.ª Edición, 2008-2009: Manuel Bandera 8.ª Edición, 2014: Miguel Abellán | Anne Igartiburu (1.ª-7.ª) Jaime Cantizano (8.ª) |
| España                                | ¡Mira quién baila!: Sobre Hielo | La 1                                                         | 1.ª Edición, 2005: Emma Ozores | Anne Igartiburu (1.ª) |
| España                                | ¡Más que baile! Web oficial | Telecinco                                                    | 1.ª Edición, 2010: Belén Esteban | Pilar Rubio (1.ª) |
| España                                | Bailando con las Estrellas Web oficial | La 1 (1.ª) Telecinco (2.ª-3.ª)                               | 1.ª Edición, 2018: David Bustamante 2.ª Edición, 2024: María Isabel | Roberto Leal (1.ª) Rocío Muñoz (1.ª) Jesús Vázquez (2.ª) Valeria Mazza (2.ª) |
| Estados Unidos (en Español)           | ¡Mira Quién Baila! Web oficial | Univisión                                                    | 1.ª Edición, 2010: Vadhir Derbez 2.ª Edición, 2011: Adamari López 3.ª Edición, 2012: Henry Santos 4.ª Edición, 2013: Johnny Lozada 5.ª Edición, 2017: Dayanara Torres 6.ª Edición, 2018: Greeicy Rendón 7.ª Edición, 2019: Clarissa Molina 8.ª Edición, 2020: Kiara Liz Ortega 9.ª Edición, 2021: Jesús Díaz “Chef Yisus” 10.ª Edición, 2022: María León 11.ª Edición (Revancha), 2023: Adrián Lastra | Chiquinquirá Delgado (1.ª-11.ª) Javier Poza (1.ª-8.ª) Borja Voces (9.ª) Mane de la Parra (10.ª-11.ª) |
| Estados Unidos (en Inglés)            | Dancing with the Stars Web oficial | ABC                                                          | 1.ª Edición, 2005: Kelly Monaco 2.ª Edición, 2006: Drew Lachey 3.ª Edición, 2006: Emmitt Smith 4.ª Edición, 2007: Apolo Anton Ohno 5.ª Edición, 2007: Helio Castroneves 6.ª Edición, 2008: Kristi Yamaguchi 7.ª Edición, 2008: Brooke Burke 8.ª Edición, 2009: Shawn Johnson 9.ª Edición, 2009: Donny Osmond 10.ª Edición, 2010: Nicole Scherzinger 11.ª Edición, 2010: Jennifer Grey 12.ª Edición, 2011: Hines Ward 13.ª Edición, 2011: J.R. Martinez 14.ª Edición, 2012: Donald Driver 15.ª Edición, 2012: Melissa Rycroft 16.ª Edición, 2013: Kellie Pickler 17.ª Edición, 2013: Amber Riley 18.ª Edición, 2014: Meryl Davis 19.ª Edición, 2014: Alfonso Ribeiro 20.ª Edición, 2015: Rumer Willis 21.ª Edición, 2015: Bindi Irwin 22.ª Edición, 2016: Nyle DiMarco 23.ª Edición, 2016: Laurie Hernandez 24.ª Edición, 2017: Rashad Jennings 25.ª Edición, 2017: Jordan Fisher 26.ª Edición, 2018: Adam Rippon 27.ª Edición, 2018: Bobby Bones 28.ª Edición, 2019: Hannah Brown 29.ª Edición, 2020: Kaitlyn Bristowe 30.ª Edición, 2021: Iman Shumpert 31.ª Edición, 2022: Charli D'Amelio 32.ª Edición, 2023: Xochitl Gomez 33.ª Edición, 2024: Joey Graziadei 34.ª Edición, 2025: Confirmada | Tom Bergeron (1.ª-28.ª) Lisa Canning (1.ª) Samantha Harris (2.ª-9.ª) Brooke Burke-Charvet (10.ª-17.ª) Erin Andrews (18.ª-28.ª) Tyra Banks (29.ª-31.ª) Alfonso Ribeiro (31.ª-34.ª) Julianne Hough (32.ª-34.ª)                                                                                 |
| Estados Unidos (en Inglés)            | Dancing with the Stars: Juniors Web oficial                                                                                                 | ABC                                                          | 1.ª Edición, 2018: Sky Brown | Jordan Fisher (1.ª) Frankie Muniz (1.ª) |
| Estados Unidos (en Inglés)            | Skating with the Stars | ABC                                                          | 1.ª Edición, 2010: Rebecca Budig | Tanith Belbin (1.ª) Vernon Kay (1.ª) |
| Estonia                               | Tantsud Tähtedega Web oficial (no activa)                                                                                                   | Kanal 2 (1.ª-5.ª) TV3 (6.ª)                                  | 1.ª Edición, 2006: Mikk Saar 2.ª Edición, 2007: Koit Toome 3.ª Edición, 2008: Argo Ader 4.ª Edición, 2010: Liina Vahter 5.ª Edición, 2011: Jan Uuspõld 6.ª Edición, 2022: Ülle Lichtfeldt | Kristiina Heinmets-Aigro (1.ª) Mart Sander (1.ª-5.ª) Merle Liivak (2.ª) Gerli Padar (3.ª) Kaisa Oja (4.ª) Liina Randpere (5.ª) Eda-Ines Etti (6.ª) Jüri Pootsmann (6.ª) |
| Filipinas                             | Star Dance: Search for the Dance Idols Web oficial (no activa)                                                                              | ABS-CBN                                                      | 1.ª Edición, 2005: Ryan Sabaybay | |
| Finlandia                             | Tanssii Tähtien Kanssa Web oficial | MTV3                                                         | 1.ª Edición, 2006: Tomi Metsäketo 2.ª Edición, 2007: Mariko Pajalahti 3.ª Edición, 2008: Maria Lund 4.ª Edición, 2009: Satu Tuomisto 5.ª Edición, 2010: Antti Tuisku 6.ª Edición, 2011: Viivi Pumpanen 7.ª Edición, 2012: Krisse Salminen 8.ª Edición, 2013: Raakel Lignell 9.ª Edición, 2014: Pete Parkkonen 10.ª Edición, 2017: Anna-Maija Tuokko 11.ª Edición, 2018: Edis Tatli 12.ª Edición, 2019: Christoffer Strandberg 13.ª Edición, 2020: Virpi Sarasvuo 14.ª Edición, 2021: Ernest Lawson 15.ª Edición, 2022: Benjamin Peltonen 16.ª Edición, 2023: Pernilla Böckerman 17.ª Edición, 2024: Linnea Leino | Marco Bjurström (1.ª-4.ª) Ella Kanninen (1.ª-2.ª, 7.ª) Vanessa Kurri (3.ª) Vappu Pimiä (4.ª-6.ª, 8.ª-17.ª) Mikko Leppilampi (5.ª-14.ª) Tuija Pehkonen (12.ª) Ernest Lawson (15.ª-17.ª) |
| Francia                               | Danse avec les Stars Web oficial | TF1                                                          | 1.ª Edición, 2011: Matt Pokora 2.ª Edición, 2011: Tamara Marthe, "Shy'm" 3.ª Edición, 2012: Emmanuel Moire 4.ª Edición, 2013: Alizée Jacotey 5.ª Edición, 2014: Rayane Bensetti 6.ª Edición, 2015: Loïc Nottet 7.ª Edición, 2016: Laurent Maistret 8.ª Edición, 2017: Agustín Galiana 9.ª Edición, 2018: Clément Rémiens 10.ª Edición, 2019: Sami El Gueddari 11.ª Edición, 2021: Julien Bouadjie, "Tayc" 12.ª Edición, 2022: Billy Crawford 13.ª Edición, 2024: Natasha St-Pier 14.ª Edición, 2025: Lénie Vacher | Vincent Cerutti (1.ª-5.ª) Sandrine Quétier (6.ª-8.ª) Camille Combal (9.ª-13.ª) |
| Francia                               | Danse avec les Stars: Fête Noël (Formato de Navidad)                                                                                        | TF1                                                          | 1.ª Edición, 2013: Amel Bent | Sandrine Quétier (1.ª) Vincent Cerutti (1.ª) |
| Francia                               | Danse avec les Stars: Le Grand Show (Formato All-Stars)                                                                                     | TF1                                                          | 1.ª Edición, 2017: Loïc Nottet | Sandrine Quétier (1.ª) Laurent Ournac (1.ª) |
| Francia                               | Danse avec les Stars d'Internet | TF1                                                          | 1.ª Edición, 2024: Pierre-Alexis Bizot, "Domingo" | Michou (1.ª) |
| Georgia                               | ცეკვავენ ვარსკვლავები Web oficial (no activa)                                                                                               | Imedi TV                                                     | 1.ª Edición, 2012: Samori Balde 2.ª Edición, 2012: Ruska Mayashvili 3.ª Edición, 2013: Keti Khatiashvili 4.ª Edición, 2014: Mariam Kublashvili 5.ª Edición, 2014: Zura Manjavidze 6.ª Edición, 2016: Stanislav Bondarenko 7.ª Edición, 2017: Giorgi Bakhutashvili 8.ª Edición, 2018: Amiko Chokharadze 9.ª Edición, 2020: Anka Vasadze 10.ª Edición, 2021: Salome Pazhava | Ruska Mayashvili (1.ª) Tiko Sadunishvili (2.ª) Nanka Kalatozishvili (3.ª-6.ª) Duta Sxirtladze (3.ª-5.ª) Giorgi Yifshidze (4.ª) Manika Asatiani (6.ª) Kaxa Kinwurashvili (6.ª) |
| Grecia                                | Dancing with the Stars Web oficial | ANT1 (1.ª-6.ª) Star (7.ª)                                    | 1.ª Edición, 2010: Errica Prezerakou 2.ª Edición, 2011: Argiris Aggelou 3.ª Edición, 2012-2013: Ntoretta Papadimitriou 4.ª Edición, 2013-2014: Isaias Matiamba 5.ª Edición, 2014-2015: Morfoula Ntona 6.ª Edición, 2018: Vangelis Kakouriotis 7.ª Edición, 2021-2022: Georgia Georgiou | Zeta Makrupoulia (1.ª-3.ª) Doukissa Nomikou (4.ª-5.ª) Evangelia Aravani (6.ª) Vicky Kaya (7.ª) |
| Grecia                                | Dancing on Ice (Formato hielo) | ANT1                                                         | 1.ª Edición, 2011-2012: Ioanna Pilixou | Jenny Balatsinou (1.ª) |
| Honduras                              | Bailando por un Sueño | Televicentro                                                 | 1.ª Edición, 2010: Samuel Martínez, "Moncho" 2.ª Edición, 2012: Stefany Galeano | Salvador Nasralla (1.ª-2.ª) Gabriella Ortega (1.ª-2.ª) |
| Hungría                               | Szombat Esti Láz Web Oficial (No Activa) | RTL Klub (1.ª-3.ª) RTL 2 (4.ª-5.ª)                           | 1.ª Edición, 2005: Attila Czene 2.ª Edición, 2006: András Csonka 3.ª Edición, 2008: Attila Katus 4.ª Edición, 2013: Csaba Vastag 5.ª Edición, 2014: Judit Rezes | Zsóka Kapócs (1.ª) András Stohl (1.ª-2.ª) Nóra Ördög (2.ª-3.ª, 5.ª) Zoltán Bereczki (3.ª) Ildikó Kovalcsik, "Lilu" (4.ª) András Csonka (4.ª) |
| Hungría                               | Dancing with the Stars Web oficial | TV2                                                          | 1.ª Edición, 2020: Tímea Gelencsér 2.ª Edición, 2021: Andi Tóth 3.ª Edición, 2022: Adél Csobot 4.ª Edición, 2023: Gábor Krausz 5.ª Edición, 2024: Ton Whisper | Ramóna Lékai-Kiss (1.ª-5.ª) András Stohl (1.ª-5.ª) |
| India                                 | Jhalak Dikhhla Jaa Web Oficial (No Activa)                                                                                                  | Sony Entertainment Television (1.ª-4.ª) Colors TV (5.ª-10.ª) | 1.ª Edición, 2006: Mona Singh 2.ª Edición, 2007: Prachi Desai 3.ª Edición, 2009: Bhaichung Bhutia 4.ª Edición, 2010-2011: Meiyang Chang 5.ª Edición, 2012: Gurmeet Choudhary 6.ª Edición, 2013: Drashti Dhami 7.ª Edición, 2014: Ashish Sharma 8.ª Edición, 2015: Faisal Khan 9.ª Edición, 2016-2017: Teriya Magar 10.ª Edición, 2022: Gunjan Sinha | Parmeet Sethi (1.ª) Archana Puran Singh (1.ª) Rohit Roy (2.ª-3.ª) Mona Singh (2.ª, 4.ª) Shiv Panditt (3.ª) Shweta Tiwari (3.ª) Sumeet Raghavan (4.ª) Ragini Khanna (5.ª) Manish Paul (5.ª-10.ª) Kapil Sharma (6.ª) Drashti Dhami (7.ª) Ranvir Shorey (7.ª)                                   |
| Indonesia                             | Dancing with the Star Indonesia | Indosiar                                                     | 1.ª Edición, 2011: Fadli 2.ª Edición, 2011: Lucky Widja | Choky Sitohang (1.ª-2.ª) Fenita Arie (1.ª-2.ª) |
| Irlanda                               | Dancing with the Stars Web oficial | RTÉ One                                                      | 1.ª Edición, 2017: Aidan O'Mahony 2.ª Edición, 2018: Jake Carter 3.ª Edición, 2019: Mairead Ronan 4.ª Edición, 2020: Lottie Ryan 5.ª Edición, 2022: Nina Carberry 6.ª Edición, 2023: Carl Mullan 7.ª Edición, 2024: Jason Smyth 8.ª Edición, 2025: Rhys McClenaghan | Amanda Byram (1.ª-2.ª) Nicky Byrne (1.ª-5.ª) Jennifer Zamparelli (3.ª-8.ª) Doireann Garrihy (6.ª-8.ª) |
| Islandia                              | Allir Geta Dansað | Stöð 2                                                       | 1.ª Edición, 2018: Jóhanna Guðrún Jónsdóttir 2.ª Edición, 2018: Valdís Eiríksdóttir | Eva Laufey Kjaran Hermannsdóttir (1.ª) Sigrún Ósk Kristjánsdóttir (1.ª-2.ª) Auðunn Blöndal (2.ª) |
| Israel                                | רוקדים עם כוכבים Web oficial (no activa) | 2 ערוץ (1.ª-7.ª) Channel 12 (8.ª-10.ª)                       | 1.ª Edición, 2005: Eliana Bakier 2.ª Edición, 2006: Guy Arieli 3.ª Edición, 2007: Rodrigo Gonzales 4.ª Edición, 2008: Galit Giat 5.ª Edición, 2010: Michael Lewis 6.ª Edición, 2011: Shlomi Koriat 7.ª Edición, 2012: Asaf Hertz 8.ª Edición, 2022: Alex Shatilov 9.ª Edición, 2023: Adi Havshush 10.ª Edición, 2024: Dor Harari | Avi Kushnir (1.ª-6.ª) Hilla Nachshon (1.ª-6.ª) Guy Zu-Aretz (7.ª) Yarden Harel (7.ª) Lucy Ayoub (8.ª-10.ª) |
| Italia                                | Ballando con le Stelle Web oficial | Rai 1                                                        | 1.ª Edición, 2004: Hoara Borselli 2.ª Edición, 2005: Cristina Chiabotto 3.ª Edición, 2006: Fiona May 4.ª Edición, 2007: Maria Elena Vandone 5.ª Edición, 2009: Emanuele Filiberto di Savoia 6.ª Edición, 2010: Veronica Olivier 7.ª Edición, 2011: Kaspar Capparoni 8.ª Edición, 2012: Andrés Gil 9.ª Edición, 2013: Elisa Di Francisca 10.ª Edición, 2014: Giusy Versace 11.ª Edición, 2016: Iago García 12.ª Edición, 2017: Oney Tapia 13.ª Edición, 2018: Cesare Bocci 14.ª Edición, 2019: Lasse Matberg 15.ª Edición, 2020: Gilles Rocca 16.ª Edición, 2021: Rosalba Pippa, "Arisa" 17.ª Edición, 2022: Luisella Costamagna 18.ª Edición, 2023: Wanda Nara 19.ª Edición, 2024: Bianca Guaccero | Milly Carlucci (1.ª-19.ª) Paolo Belli (1.ª-19.ª) Valerio Scanu (12.ª) |
| Italia                                | Ballando con le Stelle: Coppa dei Campioni                                                                                                  | Rai 1                                                        | 1.ª Edición, 2006: Cristina Chiabotto 2.ª Edición, 2007: Martina Pinto 3.ª Edición, 2011: Kaspar Capparoni | Milly Carlucci (1.ª-3.ª) Paolo Belli (1.ª-3.ª) |
| Italia                                | Ballando con le Stelline (Formato Infantil)                                                                                                 | Rai 1                                                        | 1.ª Edición, 2006: Federico Russo 2.ª Edición, 2009: Giulio 3.ª Edición, 2010: Viola Cristina | Milly Carlucci (1.ª-3.ª) Paolo Belli (1.ª-3.ª) |
| Japón'                                | シャル・ウィ・ダンス? ～オールスター社交ダンス選手権～ Shall We Dance? Campeonato de Baile de las Estrellas Web oficial (no activa)         | NTV                                                          | 1.ª Edición, 2006: Nobuaki Kakuda 2.ª Edición, 2006: Koichi Yamadera 3.ª Edición, 2006: Yukiji Asaoka 4.ª Edición, 2006: Jun Shibuki 5.ª Edición, 2006: Akimasa Haraguchi 6.ª Edición, 2006: Ogura Hisahiro 7.ª Edición, 2006: Peter Capussoto 8.ª Edición, 2007: Sato Hiromichi 9.ª Edición, 2007: Tomoko ComeMoco 10.ª Edición, 2007: Papaya Suzuki 11.ª Edición, 2007: Tamao Kagas Aguas | |
| Japón'                                | シャル・ウィ・ダンス?: 1day Special | NTV                                                          | 1.ª Edición, 2006: Kaba-chan 2.ª Edición, 2006: Kaba-chan | |
| Letonia                               | Dejo ar Zvaigzni! Web Oficial (No Activa)                                                                                                   | TV3                                                          | 1.ª Edición, 2007: Lauris Reiniks 2.ª Edición, 2008: Raivis Vidzis 3.ª Edición, 2010: Ainārs Ančevskis 4.ª Edición, 2015: Liene Greifāne 5.ª Edición, 2022: Maksims Busels | Agnese Zeltiņa (1.ª) Valērijs Mironovs (1.ª) Iveta Feldmane (2.ª) Valters Krauze (2.ª-3.ª) Jana Duļevska (3.ª) Maija Silova (4.ª) Jānis Āmanis (4.ª) Mārtiņš Spuris (5.ª) Arvis Zēmanis (5.ª)                                                                                                |
| Líbano                                | Dancing with the Stars: رقص النجوم Web Oficial (No Activa)                                                                                  | Murr Television                                              | 1.ª Edición, 2012-2013: Naya 2.ª Edición, 2013-2014: Daniella Rahme 3.ª Edición, 2015: Anthony Touma 4.ª Edición, 2016-2017: Badih Abou Chakra | Wissam Breidi (1.ª-4.ª) Carla Haddad (1.ª-4.ª) |
| Lituania                              | Šok su Žvaigžde Web oficial | LRT                                                          | 1.ª Edición, 2019: Paula Valentaitė 2.ª Edición, 2020: Kristina Radžiukynaitė 3.ª Edición, 2021: Paulina Taujanskaitė | Vytautas Rumšas (1.ª) Gabrielė Martirosian (1.ª) |
| Macedonia                             | Tanc so Zvezdite Web oficial (no activa) | MRT 1                                                        | 1.ª Edición, 2013: Atanas Nikolovski 2.ª Edición, 2014: Nataša Meskovska | Toni Mihajlovski (1.ª-2.ª) Marijana Stanojkovska (1.ª-2.ª) |
| Malasia                               | Malam Sehati Berdansa Web Oficial (No Activa)                                                                                               | Astro Ria                                                    | 1.ª Edición, 2007: Vanida Imran 2.ª Edición, 2008: Nisdawati Nazaruddin, "Lisda" 3.ª Edición, 2009: Syed Hussein Syed Mustafa, "Sein" | Fahrin Ahmad (3.ª) Scha Al Yahya (3.ª) Awal Ashaari (3.ª) |
| México                                | Bailando por un Sueño Web oficial (no activa)                                                                                               | Televisa Canal de las Estrellas                              | 1.ª Edición, 2005: Latin Lover 2.ª Edición, 2005: Alessandra Rosaldo 3.ª edición, 2014: María León 4.ª Edición, 2017: Adrián Di Monte | Adal Ramones (1.ª-2.ª) Liza Echeverría (1.ª-2.ª) Adrián Uribe (3.ª) Livia Brito (3.ª) Javier Poza (4.ª) Bárbara Islas (4.ª) |
| México                                | Reyes de la pista | Televisa Canal de las Estrellas                              | 1.ª Edición, 2005: Latin Lover | |
| México                                | Bailando por México | Televisa Canal de las Estrellas                              | 1.ª Edición, 2005: Omar Chaparro | |
| México                                | Cantando por un Sueño Web oficial (no activa)                                                                                               | Televisa Canal de las Estrellas                              | 1.ª Edición, 2006: Sheyla Tadeo 2.ª Edición, 2006: Raquel Bigorra 3.ª Edición, 2006: Rocío Banquells | Adal Ramones (1.ª-3.ª) Liza Echeverría (1.ª-3.ª) |
| México                                | Reyes de la canción | Televisa Canal de las Estrellas                              | 1.ª Edición, 2006: Sheyla Tadeo | Adal Ramones (1.ª) |
| México                                | Bailando por la Boda de mis Sueños Web Oficial (No Activa)                                                                                  | Televisa Canal de las Estrellas                              | 1.ª Edición, 2006: Jacqueline García | Marco Antonio Regil (1.ª) |
| México                                | Primer Campeonato Internacional de Baile Segundo Campeonato Mundial de Baile Web oficial (no activa)                                        | Televisa Canal de las Estrellas                              | 1.ª Edición, 2007: Latin Lover 2.ª Edición, 2010: Jana Petrova | Adal Ramones (1.ª) Liza Echeverría (1.ª) Yuri (2.ª) |
| México                                | El Show de los Sueños | Televisa Canal de las Estrellas                              | 1.ª Edición, 2008: Irvin Salinas, "Pee Wee" 2.ª Edición, 2008: Priscila Paiz | Adal Ramones (1.ª-2.ª) Patricia Manterola (1.ª-2.ª) |
| México                                | Reyes del show | Televisa Canal de las Estrellas                              | 1.ª Edición, 2008: Irvin Salinas, "Pee Wee" | Adal Ramones (1.ª) |
| México                                | Las Estrellas Bailan En Hoy Web oficial | Televisa Las Estrellas                                       | 1.ª Edición, 2021: Mariana Echeverría & Lambda García 2.ª Edición, 2021: Romina Marcos & Josh Gutiérrez 3.ª Edición, 2022: Violeta Isfel & Luis Fernando Peña 4.ª Edición (C. de Cs.), 2022: Violeta Isfel & Luis Fernando Peña 5.ª Edición, 2023: Daniela Parra & Rafa Nieves 6.ª Edición, 2024: Sandra Itzel & Imanol Landeta | Galilea Montijo (1.ª-6.ª) |
| Nepal                                 | Dancing with the Stars Nepal Web oficial | Himalaya TV                                                  | 1.ª edición, 2020: Sumi Moktan | Suman Karki (1.ª) Sadichha Shrestha (1.ª) |
| Noruega                               | Skal vi Danse Web oficial | TV 2                                                         | 1.ª Edición, 2006: Katrine Moholt 2.ª Edición, 2006: Kristian Ødegård 3.ª Edición, 2007: Tshawe Baqwa 4.ª Edición, 2008: Lene Alexandra Øien 5.ª Edición, 2009: Carsten Skjelbreid 6.ª Edición, 2010: Åsleik Engmark 7.ª Edición, 2011: Atle Pettersen 8.ª Edición, 2012: Hanne Sørvaag 9.ª Edición, 2013: Eirik Søfteland 10.ª Edición, 2014: Agnete Kristin Johnsen 11.ª Edición, 2015: Adelén Rusillo Steen 12.ª Edición, 2016: Eilev Bjerkerud 13.ª Edición, 2017: Helene Olafsen 14.ª Edición, 2018: Einar Nilsson 15.ª Edición, 2019: Aleksander Hetland 16.ª Edición, 2020: Andreas Solberg Wahl 17.ª Edición, 2021: Simon Nitsche 18.ª Edición, 2022: Cengiz Al | Tommy Steine (1.ª-2.ª) Guri Solberg (1.ª-4.ª, 9.ª) Kristian Ødegård (3.ª-6.ª) Pia Lykke (5.ª) Marthe Sveberg Bjørstad (6.ª) Katrine Moholt (7.ª-8.ª, 10.ª-18.ª) Yngvar Numme (7.ª) Carsten Skjelbreid (8.ª-9.ª) Didrik Solli Tangen (10.ª-11.ª) Samuel Massie (12.ª) Anders Hoff (13.ª-18.ª) |
| Noruega                               | Skal vi Danse Superfinale | TV 2                                                         | 1.ª Edición, 2008: Mona Grudt | Guri Solberg (1.ª) Kristian Ødegård (1.ª) |
| Noruega                               | Skal vi Danse Isdans (Formato Sobre Hielo) Web oficial (no activa)                                                                          | TV 2                                                         | 1.ª Edición, 2007: Pål Anders Ullevålseter | |
| Nueva Zelanda                         | Dancing with the Stars Web oficial en TVNZ (no activa) Web oficial en TV3                                                                   | TVNZ (1.ª-5.ª) TV3/Three (6.ª-8.ª)                           | 1.ª Edición, 2005: Norm Hewitt 2.ª Edición, 2006: Lorraine Downes 3.ª Edición, 2007: Suzanne Paul 4.ª Edición, 2008: Temepara George 5.ª Edición, 2009: Tamati Coffey 6.ª Edición, 2015: Simon Barnett 7.ª Edición, 2018: Sam Hayes 8.ª Edición, 2019: Manu Vatuvei 9.ª Edición, 2022: Jazz Thornton | Jason Gunn (1.ª-5.ª) Candy Lane (1.ª-5.ª) Dominic Bowden (6.ª) Sharyn Casey (6.ª-9.ª) Dai Henwood (7.ª-8.ª) Clint Randell (9.ª) |
| Oriente Medio                         | Dancing with the Stars: رقص النجوم | Abu Dhabi TV                                                 | 1.ª Edición, 2020: Souhila Mallem | Mansour Hamdan (1.ª) |
| Países Bajos                          | Dancing with the Stars Web oficial (no activa)                                                                                              | RTL 4                                                        | 1.ª Edición, 2005: Jim Bakkum 2.ª Edición, 2006: Bárbara de Loor 3.ª Edición, 2007: Helga van Leur 4.ª Edición, 2009: Jamai Loman 5.ª Edición, 2019: Samantha Steenwijk | Sylvana Simons (1.ª-3.ª) Ron Brandsteder (1.ª-3.ª) Lieke van Lexmond (4.ª) Beau van Erven Dorens (4.ª) Chantal Janzen (5.ª) Tijl Beckand (5.ª) |
| Países Bajos                          | Dancing with the Stars: Special Oudejaarsavond (Especial Fin de Año)                                                                        | RTL 4                                                        | 1.ª Edición, 2005: Tatjana Šimić 2.ª Edición, 2006: Dominique van Hulst, "Do" | Sylvana Simons (1.ª-2.ª) Ron Brandsteder (1.ª-2.ª) |
| Países Bajos                          | Let's Dance Web oficial (no activa) | RTL 4                                                        | 1.ª Edición, 2009: Inge de Bruijn | Carlo Boszhard (1.ª) Irene Moors (1.ª) |
| Países Bajos                          | Strictly Come Dancing Web oficial (no activa)                                                                                               | AVRO                                                         | 1.ª Edición, 2012: Mark van Eeuwen | Reinout Oerlemans (1.ª) Kim-Lian van der Meij (1.ª) |
| Pakistán                              | Nachley | ARY Digital                                                  | 1.ª Edición, 2008: Desconocido 2.ª Edición, 2009: Desconocido 3.ª Edición, 2010: Desconocido 4.ª Edición, 2011: Desconocido | Fahad Mustafa (1.ª-4.ª) |
| Panamá                                | Bailando por un Sueño Web Oficial (No Activa)                                                                                               | Telemetro Canal 13                                           | 1.ª Edición, 2006: Bosco Vallarino 2.ª Edición, 2007: Lula López 3.ª Edición, 2008: Andrea Pérez | Luis Eduardo Quirós (1.ª-3.ª) Jenia Nenzen (1.ª-3.ª) |
| Panamá                                | Dancing with the Stars Panamá Web oficial (no activa)                                                                                       | TVN                                                          | 1.ª Edición, 2012: Michael Vega 2.ª Edición, 2013: Jimmy Bad Boy 3.ª Edición, 2014: Jovana Michelle 4.ª Edición, 2015: Irene Núñez | Blanca Herrera (1.ª-4.ª) Iván Donoso (1.ª-2.ª) Aldo Stagnaro (2.ª-4.ª) |
| Paraguay                              | Bailando por un Sueño Web oficial (no activa)                                                                                               | Telefuturo                                                   | 1.ª Edición, 2006: Florencia Gismondi 2.ª Edición, 2007: Pedro Guggiari 3.ª Edición, 2007: Melissa Quiñónez | Menchi Barriocanal (1.ª-3.ª) Enrique Casanova (1.ª-3.ª) |
| Paraguay                              | Cantando por un Sueño Web oficial (no activa)                                                                                               | Telefuturo                                                   | 1.ª Edición, 2007: Alicia Ramírez 2.ª Edición, 2007: Dani Di Flores | Dani Da Rosa (1.ª-2.ª) Melissa Quiñónez (1.ª-2.ª) |
| Paraguay                              | Bailando por la Boda de mis Sueños | Telefuturo                                                   | 1.ª Edición, 2008: Helem Roux | Rubén Rodríguez (1.ª) Melissa Quiñónez (1.ª) |
| Paraguay                              | Menchi el Show | Telefuturo                                                   | 1.ª Edición, 2008: Julio González Abdala | Menchi Barriocanal (1.ª) |
| Paraguay                              | Baila conmigo Paraguay Web oficial | Telefuturo                                                   | 1.ª Edición, 2010: Nadia Portillo 2.ª Edición, 2011: Nadia Portillo 3.ª Edición, 2012: Fabisol Garcete 4.ª Edición, 2013: Marilina Bogado 5.ª Edición, 2014: Mariela Bogado y José María López 6.ª Edición, 2015: Fabiola Martínez y Jorge "Coco" Bordón 7.ª Edición, 2017: Marly Figueredo 8.ª Edición, 2019: Rocío Adorno 9.ª Edición, 2024: Daniel "Viché" Vuyk 10.ª Edición, 2024: Araceli Jiménez y Mauro Fonseca | Kike Casanova (1.ª-10.ª) |
| Perú                                  | Baila con las Estrellas Web oficial (no activa)                                                                                             | Panamericana Televisión                                      | 1.ª Edición, 2005: Maricielo Effio 2.ª Edición, 2006: Ismael La Rosa | Rebeca Escribens (1.ª-2.ª) |
| Perú                                  | Bailando por un Sueño Web oficial (no activa)                                                                                               | Panamericana Televisión                                      | 1.ª Edición, 2008: Carlos Alcántara 2.ª Edición, 2008: Marco Zunino 3.ª Edición, 2008: Delly Madrid | Gisela Valcárcel (1.ª-3.ª) |
| Perú                                  | El Show de los Sueños Web oficial (no activa)                                                                                               | América Televisión                                           | 1.ª Edición, 2009: Sandra Muente 2.ª Edición, 2009: Anna Carina 3.ª Edición, 2009: Jean Paul Strauss | Gisela Valcárcel (1.ª-3.ª) |
| Perú                                  | El gran show Web oficial (no activa) | América Televisión                                           | 1.ª Edición, 2010: Gisela Ponce de León 2.ª Edición, 2010: Belén Estévez 3.ª Edición, 2010: Miguel Rebosio 4.ª Edición, 2011: Raúl Zuazo 5.ª Edición, 2011: Jesús Neyra 6.ª Edición, 2011: Belén Estévez 7.ª Edición, 2012: Jhoany Vegas 8.ª Edición, 2012: Karen Dejo 9.ª Edición, 2013: Emilia Drago 10.ª Edición, 2013: Gino Pesaressi 11.ª Edición, 2013: Carolina Cano 12.ª Edición, 2015: Melissa Loza 13.ª Edición, 2015: Ismael La Rosa 14.ª Edición, 2015: Yahaira Plasencia 15.ª Edición, 2016: Milett Figueroa 16.ª Edición, 2016: Rosángela Espinoza 17.ª Edición, 2016: Rosángela Espinoza 18.ª Edición, 2016: Diana Sánchez 19.ª Edición, 2017: Brenda Carvalho 20.ª Edición, 2017: Anahí de Cárdenas 21.ª Edición, 2017: Brenda Carvalho 22.ª Edición, 2019: Vania Bludau 23.ª Edición, 2021: Korina Rivadeneira 24.ª Edición, 2021: Isabel Acevedo 25.ª Edición, 2022: Gino Pesaressi | Gisela Valcárcel (1.ª-25.ª) |
| Polonia                               | Taniec z Gwiazdami Web Oficial TVN (No Activa) Web Oficial Polsat                                                                           | TVN (1.ª-13.ª) Polsat (14.ª-25.ª)                            | 1.ª Edición, 2005: Olivier Janiak 2.ª Edición, 2005: Katarzyna Cichopek 3.ª Edición, 2006: Rafał Mroczek 4.ª Edición, 2006: Kinga Rusin 5.ª Edición, 2007: Krzysztof Tyniec 6.ª Edición, 2007: Anna Guzik 7.ª Edición, 2008: Magdalena Walach 8.ª Edición, 2008: Agata Kulesza 9.ª Edición, 2009: Dorota Gardias-Skóra 10.ª Edición, 2009: Anna Mucha 11.ª Edición, 2010: Julia Kamińska 12.ª Edición, 2010: Monika Pyrek 13.ª Edición, 2011: Kacper Kuszewski 14.ª Edición, 2014: Aneta Zając 15.ª Edición, 2014: Agnieszka Sienkiewicz 16.ª Edición, 2015: Krzysztof Wieszczek 17.ª Edición, 2015: Ewelina Lisowska 18.ª Edición, 2016: Anna Karczmarczyk 19.ª Edición, 2016: Robert Wabich 20.ª Edición, 2017: Natalia Szroeder 21.ª Edición, 2018: Beata Tadla 22.ª Edición, 2019: Joanna Mazur 23.ª Edición, 2019: Damian Kordas 24.ª Edición, 2020: Edyta Zając 25.ª Edición, 2021: Piotr Mróz 26.ª Edición, 2022: Ilona Krawczyńska 27.ª Edición, 2024: Anita Sokołowska 28.ª Edición, 2024: Vanessa Aleksander 29.ª Edición, 2025: Maria Jeleniewska | Magdalena Mołek (1.ª) Hubert Urbański (1.ª-5.ª) Katarzyna Skrzynecka (2.ª-12.ª) Piotr Gąsowski (6.ª-13.ª) Natasza Urbańska (13.ª) Krzysztof Ibisz (14.ª-29.ª) Anna Głogowska (14.ª-17.ª) Paulina Sykut-Jeżyna (18.ª-29.ª)                                                                    |
| Polonia                               | Taniec z Gwiazdami: Finał Finałów (Final de Finales)                                                                                        | TVN                                                          | 1.ª Edición, 2006: Katarzyna Cichopek | |
| Polonia                               | Taniec z Gwiazdami: Najpiękniejsze Tańce (El Mejor de...)                                                                                   | TVN                                                          | 1.ª Edición, 2007: Kinga Rusin | |
| Polonia                               | Taniec z Gwiazdami: Po Prostu Taniec! | TVN                                                          | 1.ª Edición, 2007: Anna Guzik | |
| Portugal                              | Dança Comigo Web Oficial (No Activa) | RTP1                                                         | 1.ª Edición, 2006: Daniela Ruah 2.ª Edición, 2006: Sónia Araújo 3.ª Edición, 2007: Luciana Abreu 4.ª Edición, 2008: Vítor Fonseca | Catarina Furtado (1.ª, 4.ª) Silvia Alberto (1.ª-3.ª) |
| Portugal                              | Cantando e Dançando por um Casamento de Sonho Web oficial (no activa)                                                                       | TVI                                                          | 1.ª Edición, 2007: Isaac Alfaiate | Júlia Pinheiro (1.ª) |
| Portugal                              | Dança com as Estrelas Web oficial (no activa)                                                                                               | TVI                                                          | 1.ª Edición, 2013: Sara Matos 2.ª Edición, 2014: Lourenço Ortigão 3.ª Edición, 2015: Sara Prata 4.ª Edición, 2018-2019: José Condessa 5.ª Edición, 2020: Suspendida por COVID-19 6.ª Edición, 2024: Nelson Évora | Cristina Ferreira (1.ª-3.ª, 6.ª) Rita Pereira (4.ª-5.ª) Pedro Teixeira (4.ª-5.ª) |
| Reino Unido                           | Strictly Come Dancing Web oficial | BBC One                                                      | 1.ª Edición, 2004: Natasha Kaplinsky 2.ª Edición, 2004: Jill Halfpenny 3.ª Edición, 2005: Darren Gough 4.ª Edición, 2006: Mark Ramprakash 5.ª Edición, 2007: Alesha Dixon 6.ª Edición, 2008: Tom Chambers 7.ª Edición, 2009: Chris Hollins 8.ª Edición, 2010: Kara Tointon 9.ª Edición, 2011: Harry Judd 10.ª Edición, 2012: Louis Smith 11.ª Edición, 2013: Abbey Clancy 12.ª Edición, 2014: Caroline Flack 13.ª Edición, 2015: Jay McGuiness 14.ª Edición, 2016: Ore Oduba 15.ª Edición, 2017: Joe McFadden 16.ª Edición, 2018: Stacey Dooley 17.ª Edición, 2019: Kelvin Fletcher 18.ª Edición, 2020: Bill Bailey 19.ª Edición, 2021: Rose Ayling-Ellis 20.ª Edición, 2022: Hamza Yassin 21.ª Edición, 2023: Ellie Leach 22.ª Edición, 2024: Chris McCausland | Sir Bruce Forsyth (1.ª-11.ª) Tess Daly (1.ª-21.ª) Natasha Kaplinsky (2.ª) Claudia Winkleman (9.ª-21.ª) |
| Reino Unido                           | Strictly Come Dancing: Christmas Special | BBC One                                                      | 1.ª Edición, 2004: Jill Halfpenny 2.ª Edición, 2005: Darren Gough 3.ª Edición, 2006: Colin Jackson 4.ª Edición, 2007: Darren Gough 5.ª Edición, 2008: Jill Halfpenny 6.ª Edición, 2009: Ali Bastian 7.ª Edición, 2010: John Barrowman 8.ª Edición, 2011: Charlie Brooks 9.ª Edición, 2012: JB Gill 10.ª Edición, 2013: Rufus Hound 11.ª Edición, 2014: Louis Smith 12.ª Edición, 2015: Harry Judd 13.ª Edición, 2016: Melvin Odoom 14.ª Edición, 2017: Katie Derham 15.ª Edición, 2018: Aston Merrygold 16.ª Edición, 2019: Debbie McGee 17.ª Edición, 2021: Anne-Marie 18.ª Edición, 2022: Alexandra Mardell | Sir Bruce Forsyth (1.ª-12.ª) Tess Daly (1.ª-17.ª) Claudia Winkleman (8.ª-17.ª) |
| Reino Unido                           | Strictly Ice Dancing | BBC One                                                      | 1.ª Edición, 2004: David Seaman | Sir Bruce Forsyth (1.ª) Tess Daly (1.ª) |
| Reino Unido                           | Strictly African Dancing | BBC One                                                      | 1.ª Edición, 2005: Robbie Earle | Natasha Kaplinsky (1.ª) Martin Offiah (1.ª) |
| Reino Unido                           | Strictly Dance Fever | BBC One                                                      | 1.ª Edición, 2005: Joseph Hall 2.ª Edición, 2006: Darrien Wright | Graham Norton (1.ª-2.ª) |
| Reino Unido                           | Sport Relief Does Strictly Come Dancing | BBC One                                                      | 1.ª Edición, 2008: Kara Tointon 2.ª Edición, 2010: Peter Jones 3.ª Edición, 2012: Chelsee Healey 4.ª Edición, 2014: Hannah Cockroft 5.ª Edición, 2018: Alex Scott | Sir Bruce Forsyth (1.ª-3.ª) Tess Daly (1.ª-4.ª) Claudia Winkleman (3.ª-4.ª) |
| Reino Unido                           | Children In Need Special | BBC One                                                      | 1.ª Edición, 2008: Tess Daly 2.ª Edición, 2009: Desconocido 3.ª Edición, 2010: Harry Judd 4.ª Edición, 2011: Susanna Reid 5.ª Edición, 2012: Russell Grant 6.ª Edición, 2013: Jayne Torvill & James Jordan 7.ª Edición, 2014: Natalie Lowe & Anton du Beke 8.ª Edición, 2015: Laura Main 9.ª Edición, 2016: Lutalo Muhammad 10.ª Edición, 2017: Mark Curry 11.ª Edición, 2018: Shane Lynch 12.ª Edición, 2019: Maisie Smith 13.ª Edición, 2020: Cancelado por Covid-19 | Sir Bruce Forsyth (1.ª-6.ª, 8.ª-9.ª) Tess Daly (1.ª-12.ª) Claudia Winkleman (4.ª-12.ª) |
| Reino Unido                           | The Weakest Link Special | BBC One                                                      | 1.ª Edición, 2008: Mark Foster 2.ª Edición, 2021: Clara Amfo 3.ª Edición, 2022: Trevor Dion Nicholas | Sir Bruce Forsyth (1.ª) Tess Daly (1.ª) |
| Reino Unido                           | Let's Dance for Comic Relief (Años Impares) Let's Dance for Sport Relief (Años Pares) Web oficial (no activa)                               | BBC One                                                      | 1.ª Edición, 2009: Robert Webb 2.ª Edición, 2010: Rufus Hound 3.ª Edición, 2011: Charlie Baker & James Thornton 4.ª Edición, 2012: Rowland Rivron 5.ª Edición, 2013: Antony Cotton 6.ª Edición, 2017: Anne Hegerty, Jenny Ryan, Mark Labbett & Shaun Wallace | Steve Jones (1.ª-5.ª) Claudia Winkleman (1.ª-2.ª) Alex Jones (3.ª-5.ª) |
| Reino Unido                           | The People's Strictly for Comic Relief (Formato con Anónimos)                                                                               | BBC One                                                      | 1.ª Edición, 2014: Cassidy Little | |
| República Checa                       | StarDance...Když Hvězdy Tančí Web oficial                                                                                                   | ČT1                                                          | 1.ª Edición, 2006: Roman Vojtek 2.ª Edición, 2007: Aleš Valenta 3.ª Edición, 2008: Dana Batulková 4.ª Edición, 2010: Pavel Kříž 5.ª Edición, 2012: Kateřina Baďurová 6.ª Edición, 2013: Anna Polívková 7.ª Edición, 2015: Marie Doležalová 8.ª Edición, 2016: Zdeněk Piškula 9.ª Edición, 2018: Jiří Dvořák 10.ª Edición, 2019: Veronika Khek Kubařová 11.ª Edición, 2021: Jan Cina 12.ª Edición, 2023: Darija Pavlovičová 13.ª Edición, 2024: Oskar Hes | Marek Eben (1.ª-13.ª) Tereza Kostková (1.ª-13.ª) |
| Rep. Dominicana Puerto Rico Venezuela | ¿Quién baila mejor? | Telesistema Televicentro (1.ª) Venevisión (2.ª)              | 1.ª Edición, 2007: Ariel Fernández 2.ª Edición, 2010: Krisbel Jackson | Caterina Valentino Hony Estrella |
| Rumanía                               | Dansez Pentru Tine (Formato Bailando por un Sueño) Web oficial (no activa)                                                                  | Pro TV                                                       | 1.ª Edición, 2006: Alexandra Irina Mihai, "Andra" 2.ª Edición, 2006: Victor Slav 3.ª Edición, 2007: Cosmin Stan 4.ª Edición, 2007: Alex Velea 5.ª Edición, 2008: Andreea Bălan 6.ª Edición, 2008: Giulia Anghelescu 7.ª Edición, 2009: Monica Irimia 8.ª Edición, 2009: Jean de la Craiova 9.ª Edición, 2010: Cătălin Moroşanu 10.ª Edición, 2010: Octavian Strunilă 11.ª Edición, 2011: Corina Bud 12.ª Edición, 2011: Alexandra Cătălina Grama, "Jojo" 13.ª Edición, 2012: Roxana Ionescu 14.ª Edición, 2013: Ilinca Vandici | Ștefan Bănică Jr. (1.ª-14.ª) Iulia Vântur (3.ª-14.ª) |
| Rumanía                               | Danseaza Pintre Stele (Formato Bailando con las Estrellas) Web Oficial (No Activa)                                                          | Antena 1                                                     | 1.ª Edición, 2014: Alina Pușcaș | Horia Brenciu (1.ª) Lili Sandu (1.ª) |
| Rumanía                               | Uite Cine Dansează! (Formato Bailando con las Estrellas) Web oficial                                                                        | Pro TV                                                       | 1.ª Edición, 2017: Marius Manole | Mihaela Rădulescu (1.ª) Cabral Ibacka (1.ª) |
| Rusia                                 | Танцы со звездами Web Oficial | Rossiya 1                                                    | 1.ª Edición, 2006: Maria Sittel 2.ª Edición, 2007: Anna Snatkina 3.ª Edición, 2008: Daria Sagalova 4.ª Edición, 2009: Yúliya Sávicheva 5.ª Edición, 2010: Anastasia Stockaya 6.ª Edición, 2011: Tatiana Bulanova 7.ª Edición, 2012: Natalia Ilinichna Ionova, "Glukoza" 8.ª Edición, 2013: Yelena Podkaminskaya 9.ª Edición, 2015: Irina Pegova 10.ª Edición, 2016: Alexandra Ursulyak 11.ª Edición, 2020: Ivan Stebunov 12.ª Edición, 2021: Serguéi Lázarev 13.ª Edición, 2022: Alexandra Revenko | Anastasia Zavorotnuk (1.ª-3.ª) Yuri Nikolaev (1.ª-3.ª) Daria Spirodonova (4.ª-10.ª) Maksim Galkin (4.ª-9.ª) Garik Martirosyan (10.ª) Andrey Malakhov (11.ª-12.ª) |
| Serbia                                | Ples sa Zvezdama Web Oficial (No Activa) | Prva Srpska Televizija                                       | 1.ª Edición, 2014: Ivan Mihailović | Irina Radović (1.ª) Aleksa Jelić (1.ª) |
| Sri Lanka                             | Sirasa Dancing Stars | Sirasa TV                                                    | 1.ª Edición, 2008: Dushyanth Weeraman 2.ª Edición, 2008-2009: Desconocido | Nirosha Perera (1.ª-2.ª) Suraj Mapa (1.ª) |
| Sudáfrica                             | Strictly Come Dancing Web Oficial (No Activa)                                                                                               | SABC 2 (1.ª-5.ª) SABC 4 (6.ª-8.ª)                            | 1.ª Edición, 2006: Zuraida Jardine 2.ª Edición, 2006: Riann Venter 3.ª Edición, 2007: Hip Hop Pantsula 4.ª Edición, 2008: Emmanuel Castis 5.ª Edición, 2008: Rob van Vuuren 6.ª Edición, 2013: Zakeeya Patel 7.ª Edición, 2014: Jonathan Boynton-Lee 8.ª Edición, 2015: Karlien van Jaarsveld | Ian von Memerty (1.ª-5.ª) Sandy Ngema (1.ª-5.ª) Marc Lottering (6.ª) Pabi Moloi (6.ª) Katlego Maboe (7.ª) Roxy Burger (7.ª) |
| Sudáfrica                             | Dancing with the Stars: South Africa Web oficial                                                                                            | M-Net                                                        | 1.ª Edición, 2018: Connell Cruise | Chris Jaftha (1.ª) Tracey Lange (1.ª) |
| Suecia                                | Let's Dance Web Oficial | TV4                                                          | 1.ª Edición, 2006: Måns Zelmerlöw 2.ª Edición, 2007: Martin Lidberg 3.ª Edición, 2008: Tina Nordström 4.ª Edición, 2009: Magnus Samuelsson 5.ª Edición, 2010: Mattias Andréasson 6.ª Edición, 2011: Jessica Andersson 7.ª Edición, 2012: Anton Hysén 8.ª Edición, 2013: Marko Kristian Lehtosalo, "Markoolio" 9.ª Edición, 2014: Benjamin Ingrosso 10.ª Edición, 2015: Ingemar Stenmark 11.ª Edición, 2016: Elisa Lindström 12.ª Edición, 2017: Jesper Blomqvist 13.ª Edición, 2018: Jon Henrik Fjällgren 14.ª Edición, 2019: Kristin Kaspersen 15.ª Edición, 2020: John Lundvik 16.ª Edición, 2021: Filip Lamprecht 17.ª Edición, 2022: Eric Saade 18.ª Edición, 2023: Hampus Hedström | David Hellenius (1.ª-15.ª) Agneta Sjödin (1.ª-2.ª) Jessica Almenäs (3.ª-11.ª) Tilde de Paula (12.ª-15.ª) Petra Mede (16.ª-17.ª) David Lindgren (16.ª-18.ª) Kristin Kaspersen (18.ª) |
| Suecia                                | Let's Dance: 10 år | TV4                                                          | 1.ª Edición, 2016: Inez Lindfeldt | David Hellenius (1.ª) Jessica Almenäs (1.ª) |
| Suecia                                | Let's Dance Junior Web oficial | TV4                                                          | 1.ª Edición, 2015: Anton Hysén | David Hellenius (1.ª) Jessica Almenäs (1.ª) |
| Tailandia                             | Dancing with the Stars | Channel 7                                                    | 1.ª Edición, 2013: Timethai Plangsilp | Morakot Kittisara (1.ª) Piyawat Khemtong (1.ª) |
| Turquía                               | Bak Kim Dans Ediyor? Web Oficial (No Activa)                                                                                                | Show TV                                                      | 1.ª Edición, 2007: Bengü Erden | |
| Turquía                               | Yok Böyle Dans Web Oficial (No Activa) | Show TV                                                      | 1.ª Edición, 2010: Azra Akın 2.ª Edición, 2011: Özge Ulusoy | Acun Ilıcalı (1.ª) Hanzade Ofluoğlu (1.ª-2.ª) Burcu Esmersoy (2.ª) Cem Ceminay (2.ª) |
| Ucrania                               | Танці із Зірками (Formato Bailando con las Estrellas) Web oficial (no activa) Web oficial en 1+1                                            | 1+1 (1.ª-3.ª, 5.ª-9.ª) STB (4.ª)                             | 1.ª Edición, 2006: Volodímir Zelenski 2.ª Edición, 2007: Lilia Podkopayeva 3.ª Edición, 2008: Marcin Mrochek 4.ª Edición, 2011: Stas Shurins 5.ª Edición, 2017: Natalia Mohylevska 6.ª Edición, 2018: Igor Lastockin 7.ª Edición, 2019: Kseniya Mishyna 8.ª Edición, 2020: Santa Dimopulos 9.ª Edición, 2021: Artur Lohai | Yuriy Gorbunov (1.ª-3.ª, 5.ª-9.ª) Dmytro Tankovych (4.ª) Tina Karol (1.ª-3.ª, 7.ª) Ivanna Onufriichuk (9.ª) |
| Ucrania                               | Танцюю Для Тебе (Formato Bailando por un Sueño) Web oficial (no activa)                                                                     | 1+1                                                          | 1.ª Edición, 2008: Katerina Kuznetsova 2.ª Edición, 2008: Iryna Merleni 3.ª Edición, 2009: Anna Bessonova | |
| Venezuela                             | Bailando con las Estrellas | Venevisión                                                   | 1.ª Edición, 2005: Beba Rojas 2.ª Edición, 2006: Mónica Pasqualotto 3.ª Edición, 2011: Arán De Las Casas 4.ª Edición, 2017: Natalia Moretti 5.ª Edición, 2019: José Manuel Suárez | Daniel Sarcos (1.ª-2.ª) Leonardo Villalobos (3.ª) Henrys Silva (4.ª-5.ª) |
| Venezuela                             | Bailando con las reinas | Venevisión                                                   | 1.ª Edición, 2007: Tatiana Capote 2.ª Edición, 2024: Katheryne Bello | Daniel Sarcos (1.ª) Nieves Soteldo (2.ª) |
| Venezuela                             | Bailando con los gorditos | Venevisión                                                   | 1.ª Edición, 2007: Andreína Álvarez 2.ª Edición, 2008: Maritza Bustamante | Daniel Sarcos (1.ª-2.ª) |
| Venezuela                             | Bailando con los abuelos | Venevisión                                                   | 1.ª Edición, 2008: María Milagros Véliz | Daniel Sarcos (1.ª) |
| Vietnam                               | Bước nhảy hoàn vũ Web oficial (no activa) (enlace roto disponible en Internet Archive; véase el historial, la primera versión y la última). | VTV3                                                         | 1.ª Edición, 2010: Ngô Thanh Vân 2.ª Edición, 2011: Vũ Thu Minh 3.ª Edición, 2012: Minh Hằng 4.ª Edición, 2013: Yến Trang 5.ª Edición, 2014: Thu Thủy 6.ª Edición, 2015: Ninh Dương Lan Ngọc 7.ª Edición, 2016: Sơn Thạch | Thanh Bạch (1.ª-2.ª) Thanh Vân (1.ª, 3.ª) Đoan Trang (2.ª) Nguyên Vũ (3.ª) Lương Mạnh Hải (4.ª) Đông Nhi (4.ª) Nguyên Khang (5.ª) Yến Trang (5.ª) Phạm Mỹ Linh (6.ª-7.ª) |

- Nota: Las webs no activas podrás visualizarlas a través de la web de Wayback Machine.

     País que actualmente está emitiendo Bailando con las Estrellas.
     País que planea emitir una nueva edición de Bailando con las Estrellas.
     País que está negociando con la productora emitir una nueva edición de Bailando con las Estrellas, aunque no sea Oficial aún de que se llegue a emitir.
     País que no planea emitir una nueva edición de Bailando con las Estrellas.

## Campeonatos internacionales
- Primer campeonato mundial de baile: Países de América y Europa bajo el formato Bailando por un sueño.
- Festival de baile de Eurovisión: Países de Europa bajo el Formato Bailando con las estrellas.

- Datos: Q499092
- Multimedia: Dancing with the Stars / Q499092